# Чемпионат Камеруна по шоссейному велоспорту
Чемпионат Камеруна по шоссейному велоспорту — национальный чемпионат Камеруна по шоссейному велоспорту, проводимый Федерацией велоспорта Камеруна. За победу в дисциплинах присуждается майка в цветах национального флага (на илл.).

## Призёры

### Мужчины. Групповая гонка.
| Год  | Победитель          | Второй         | Третий              |
| ---- | ------------------- | -------------- | ------------------- |
| 2004 | Мартиньен Тега      | Дамьен Теку    | Жозеф Санда         |
| 2009 | Садрак Тегимаха     | Флобер Дуанла  | Мартиньен Тега      |
| 2015 | Эрве Рауль Мба      | Херман Йемели  | Дьенедор Симо Сандо |
| 2016 | Дьенедор Симо Сандо | Кловис Камзонг | Гислен Сиканджи     |
| 2022 | Артюс Джодель Телла | Кловис Камзонг |                     |

### Женщины. Групповая гонка.
| Год  | Победитель      | Второй        | Третий |
| ---- | --------------- | ------------- | ------ |
| 2022 | Мариоль Феуджио | Сюзанна Нджох |        |